# Airbus A310
Airbus A310 — широкофюзеляжный средне- и дальнемагистральный двухдвигательный пассажирский самолёт. Наряду с Boeing 767-200 является самым маленьким широкофюзеляжным самолётом в мире.
В середине 1975 года Airbus приступил к разработке проекта самолёта Airbus А300В10, представлявшего собой вариант А300В4 с укороченным фюзеляжем. Крыло фирмы ВАе уменьшенного размаха и горизонтальное оперение были новыми. Три года спустя программа получила обозначение А310, и ей дали официальный старт, предложив авиакомпаниям два варианта: Airbus А310-100 с дальностью полёта 3700 км, к которому практически никто не проявил интереса, и Airbus A310-200 с дальностью полёта 5500 км, ставший исходной моделью.

## Аэродинамическая схема

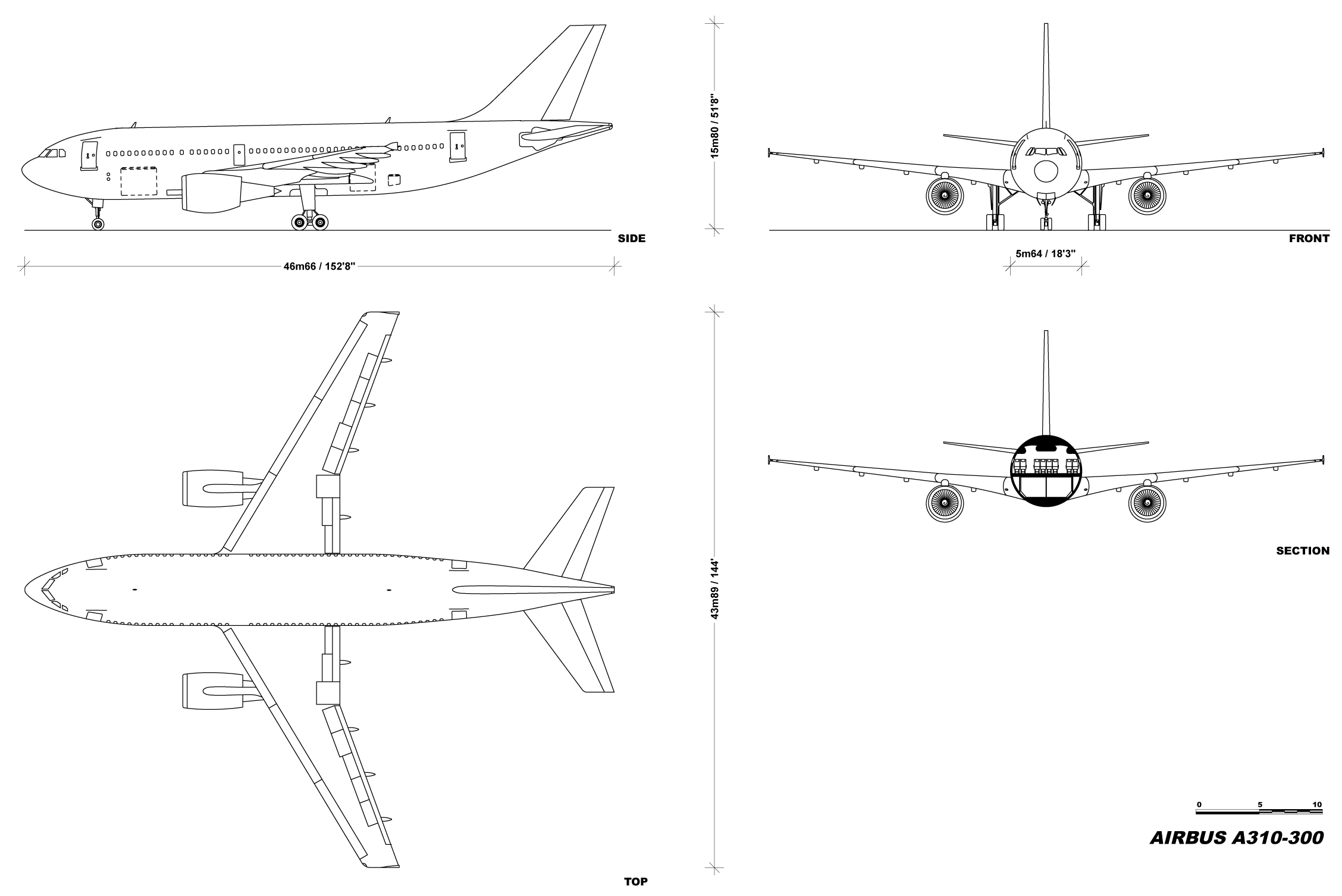
А310 в трёх проекциях

Двухмоторный турбовентиляторный низкоплан со стреловидным крылом и однокилевым оперением.

## История самолёта

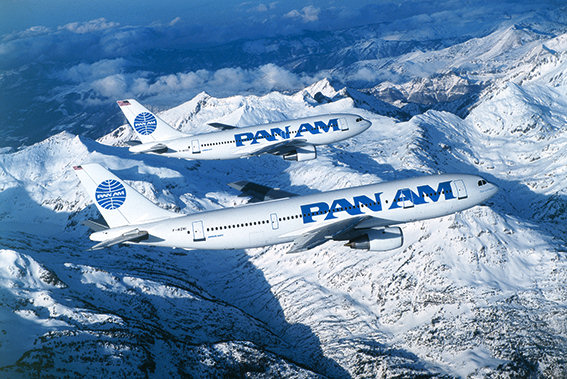
Airbus A300 и Airbus A310 в полёте авиакомпании Pan American

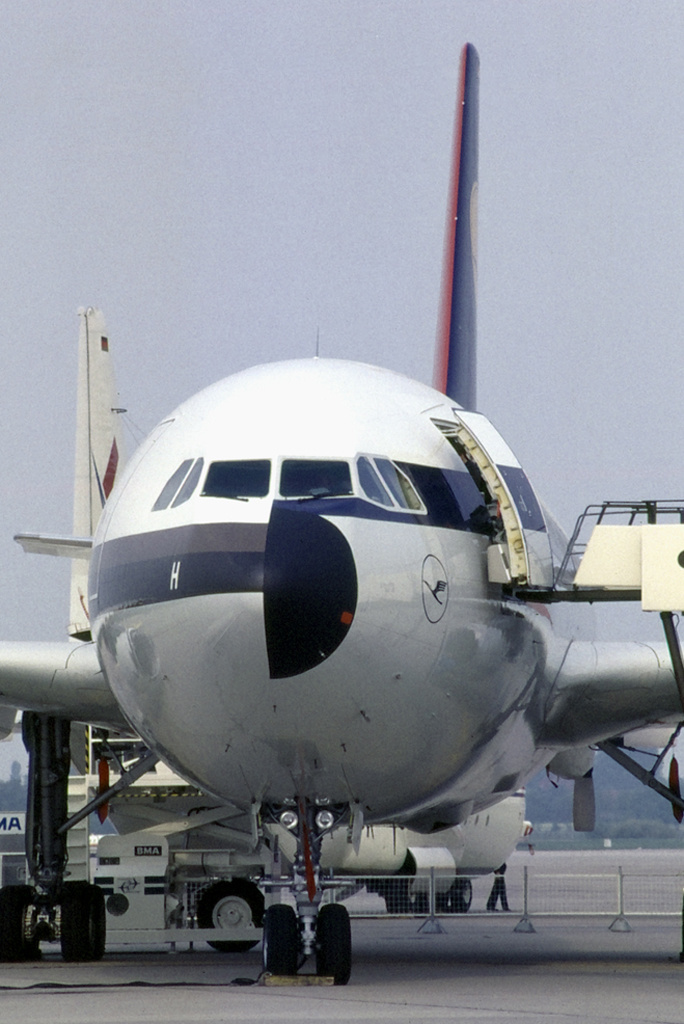
Airbus A310-200 в двойной ливрее (Lufthansa и Swissair)

Консорциум Airbus с самолётом А300 к 1978 году имел 30% заказов на рынке широкофюзеляжных магистральных авиалайнеров. Но стало очевидным, что для некоторых маршрутов он был слишком большим. Авиакомпании хотели использовать меньший по размерам самолёт, который можно было бы чаще отправлять в полёты. Также для закрепления достигнутых позиций консорциуму нужно было зарекомендовать себя, как предприятию, способному разработать не одну модель самолёта.
Одним из первых эксплуатантов А300 была авиакомпания Lufthansa. Для большинства европейских и ближневосточных авиалиний компании требовался самолёт на 196 пассажиров для  маршрутов протяжённостью до 3700 км. Машиной подобного класса заинтересовалась и швейцарская авиакомпания Swissair. Это явилось стимулом к появлению проекта А300В10.
Первоначально А300В10 представлял собой просто модификацию А300 с укороченным фюзеляжем, но расчёты показали нерентабельность такого самолёта, это был самолёт с непропорционально большими крыльями и шасси. Разработкой нового уменьшенного крыла занялась корпорация British Aerospace. Также уменьшили площадь  стабилизатора, и более широко в конструкции стали использовать углепластиковые композиты.
Работы по самолёту распределились так:
- английская British Aerospace — крыло и топливные системы в крыле, элементы уборки шасси.
- немецкая ММВ — передняя и задняя секции фюзеляжа, верхняя часть средней секции, хвостовая часть, киль и руль направления.
- испанская CASA - стабилизатор с рулями высоты, передние входные двери, люки ниш шасси.
- французская Aerospatiale — пилотская кабина, нижняя часть средней секции фюзеляжа с центропланом, спойлеры, пилоны двигателей. На заводе фирмы в Тулузе производилась окончательная сборка самолёта[2].

Кроме основных производителей-партнёров по консорциуму Airbus, в производстве А310 участвовали:
- голландский Fokker — элероны, законцовки крыла, обтекатели основных опор шасси.
- бельгийский Belairbus — предкрылки и закрылки.
- итальянская Messier-Hispano-Bugatti — шасси[2].

Техническим директором проекта был Роже Бетель, под его руководством самолёт прошёл все стадии от эскизного проекта до постройки прототипа. После всех согласований проекта в 1978 году авиакомпании Lufthansa и Swissair составили окончательные технические требования к самолёту и оформили заказы. Это позволило приступить к окончательному проектированию и началу постройки прототипов. Выкатка первого прототипа состоялась 16 феврале 1982 года. Самолёт, оснащённый двигателями Pratt & Whitney, по левому борту был окрашен в цвета Lufthansa, а по правому в цвета Swissair.
Программа создания самолёта A310 стартовала в июле 1978 года. Сначала были разработаны две версии Airbus A310: A310-100 с дальностью полёта 3700 км и A310-200 с дальностью полёта 5500 км. Последняя стала серийной.

## Модификации

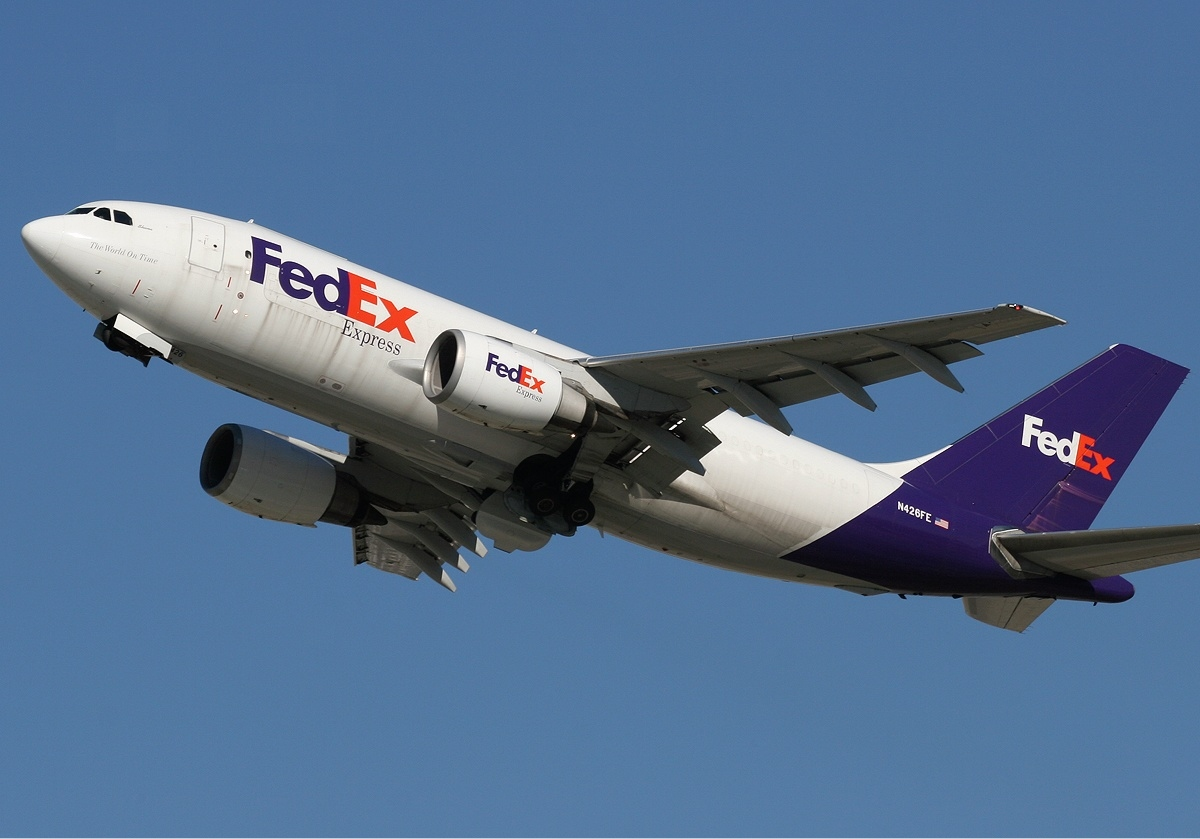
Airbus A310-200F авиакомпании FedEx

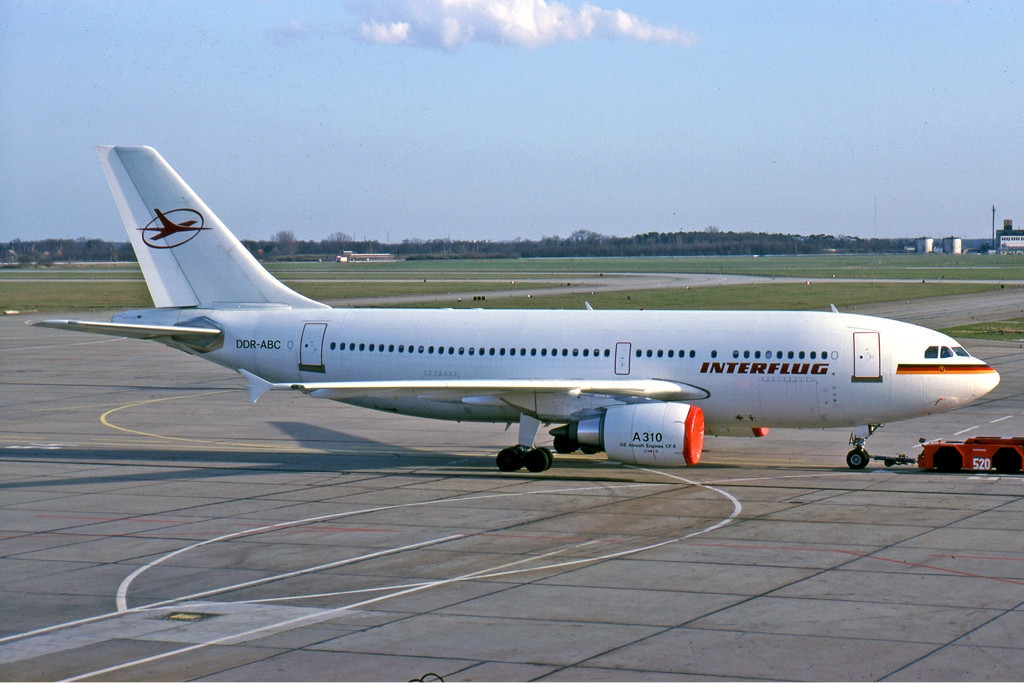
Airbus А310-300 авиакомпании Interflug

Первый полёт опытного самолёта Airbus A310-200 с двигателями Pratt & Whitney JT9D-7R4 состоялся 3 апреля 1982 года, а первый полёт самолёта с двигателями General Electric CF6-80A — в августе 1982 года. В марте 1983 года была завершена сертификация во Франции и ФРГ, в январе 1984 года — в Великобритании, а в феврале 1985 года — в США.
В апреле 1983 года первые компании — Lufthansa и Swissair — начали эксплуатацию Airbus A310-200. Весной 1986 года конструкцию A310-200 усовершенствовали.
На основе пассажирского самолёта разработали и грузопассажирский вариант Airbus A310-200С, оснащённый боковой грузовой дверью и рассчитанный на перевозку грузов массой до 40 300 кг, и грузовой самолёт Airbus A310-200F с полезной нагрузкой 43 000 кг.
Но основным вариантом, проектные работы по которому начались в 1982 году, стал самолёт Airbus A310-300, предназначенный для эксплуатации на маршрутах большей протяжённости, чем Airbus A310-200. Официально разработка машины началась в марте 1983 года после начала поставок Airbus A310-200. Первый полёт опытного Airbus A310-300 состоялся 8 июля 1985 года. Сертификация завершилась в декабре 1985 года, и в этом же месяце швейцарская авиакомпания Swissair получила свой первый самолёт.

## Эксплуатация в России
В конце 1980-х годов у Аэрофлота появилась потребность в широкофюзеляжном лайнере для авиалиний большой протяжённости, так как узкофюзеляжные Ил-62  более не удовлетворяли требованиям комфорта на дальних рейсах. Кроме того, в годы перестройки повышенное внимание стало уделяться экономическим характеристикам. Поскольку отечественный широкофюзеляжный Ил-96 находился только в стадии разработки, было принято решение о закупке самолётов за рубежом. Несмотря на потепление отношений с США, приобрести продукцию Boeing советские чиновники не решились. В итоге выбор пал на А310.
24 января 1990 года Международное коммерческое управление гражданской авиации СССР и компания Airbus подписали договор о лизинге пяти лайнеров A310 для Аэрофлота. К моменту поступления самолётов в парк авиакомпании СССР распался, и Airbus A310 не суждено было стать первым с 50-х годов зарубежным лайнером, эксплуатирующимся на советских авиалиниях. В октябре 1991 года Airbus A310-300 получил сертификат типа СССР, что позволило начать его эксплуатацию в Аэрофлоте. В это же время машины уже были готовы к поставке. Однако из-за политической и экономической неразберихи, связанной с распадом СССР, их поставка состоялась только летом 1992 года уже в независимую Россию, а первый коммерческий рейс А310 специально образованной компании «Российские авиалинии (РАЛ)» совершил в августе того же года. С 2014 года в России не осталось эксплуатантов этого типа самолёта.
Эксплуатация А310 в условиях низких температур в сибирском регионе потребовала дополнительных испытаний самолёта. Испытания проводились в Якутии в 1996 году. Самолёт выдерживался на стоянке, после чего все показатели оказались в пределах нормы. ВСУ запускалась легко, проблем при открытии всех дверей и люков, при уборке и выпуске шасси не возникало. В пассажирском салоне поддерживался обычный комфорт.
Также отечественным эксплуатантом Airbus A310 являлась авиакомпания s7 Airlines .

## Эксплуатация в других странах

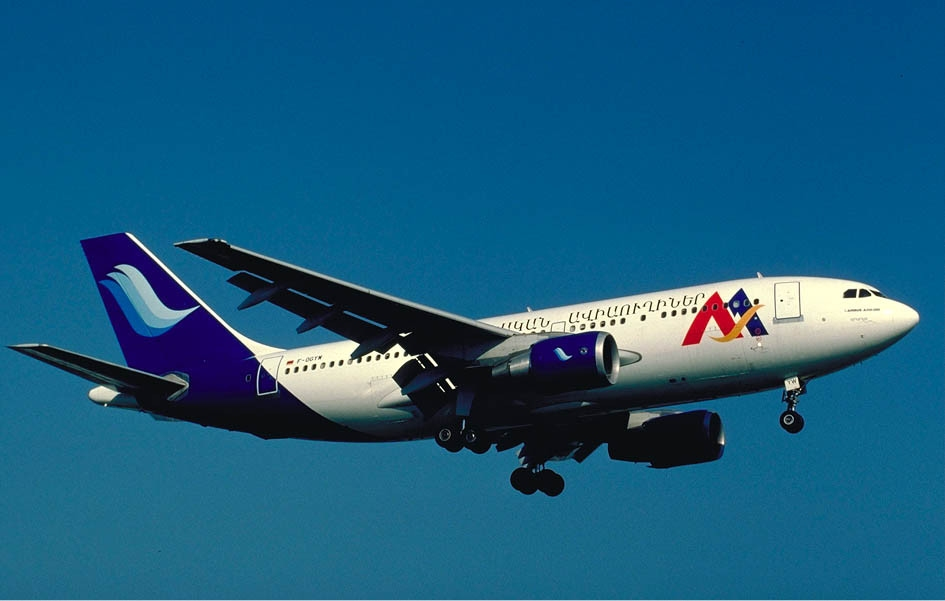
A310-200 Armenian airlines

Несколько самолётов Airbus A310-200 и Airbus A310-300 использовали ВВС ряда стран (Канада, ФРГ, Франция и Таиланд) для перевозки высокопоставленных лиц, а также в качестве военно-транспортных. В 1995 году один Airbus A310-300 переоборудовали в транспортный самолёт-заправщик MRTT. Он может перевозить различные грузы военного назначения, а также дополнительное топливо массой 28 000 кг для заправки одного-двух самолётов в полёте.
Airbus A310-300 выпускали серийно с 1985 года. Всего к началу 1997 года было продано 176 самолётов данной модификации. Общее число проданных Airbus A310 к середине 1997 года составляло 261, в эксплуатации находилось 249 машин.
В 2005 году авиакомпании мира эксплуатировали 200 самолётов Airbus A310. Общее число поставленных Airbus самолётов Airbus A310 составляет 255.
К настоящему моменту все находившиеся в эксплуатации лайнеры Airbus А310 выполнили свыше четырёх миллионов полётов общей продолжительностью около 10,5 миллиона лётных часов. Официально производство Airbus А310 (как и A300) было завершено в 2007 году. Фактически серийный выпуск был прекращён в 1993 году, а последний самолёт был поставлен заказчику в 1998 году.
По состоянию на 2015 год лайнер постепенно выводится из эксплуатации, уступая место более современной и эффективной модели A330. Большинство европейских авиаперевозчиков уже не эксплуатируют A310. В России последний самолёт данного типа летал под флагом компании S7 до конца 2013 года.

## Конструкция
Цельнометаллический, с применением композиционных материалов, широкофюзеляжный среднеплан со стреловидным крылом и классическим стреловидным оперением, двумя двухконтурными двигателями на пилонах под крылом.
В конструкции планера применены новые алюминиево-цинковые сплавы, подвергнутые термической обработке, обеспечивающие повышенную прочность и коррозионную стойкость. Особое внимание уделено противокоррозийный мерам. Каждый элемент конструкции подвергался хромово-кислотному анодированию, грунтовался и окрашивался. Все крепёжные элементы обрабатывались ингибиторами коррозии. Также в конструкции планера широко применялись композиционные материалы на основе волокон кевлара или углерода. Применение композиционных материалов в конструкции самолёта обеспечило экономию массы планера до 900 кг.
Фюзеляж - рамный полумонокок круглого сечения. Основной материал конструкции - высокопрочный алюминиевый сплав, отдельные элементы выполнены из стали и титана. Длина фюзеляжа 45,13 м, максимальный диаметр 5,64 м. Большая часть фюзеляжа герметичная. Силовой набор фюзеляжа шпангоуты и стрингера, обшивка работающая.
В передней части фюзеляжа расположена двухместная кабина экипажа, за ней входная дверь экипажа, камбуз и передний туалет.

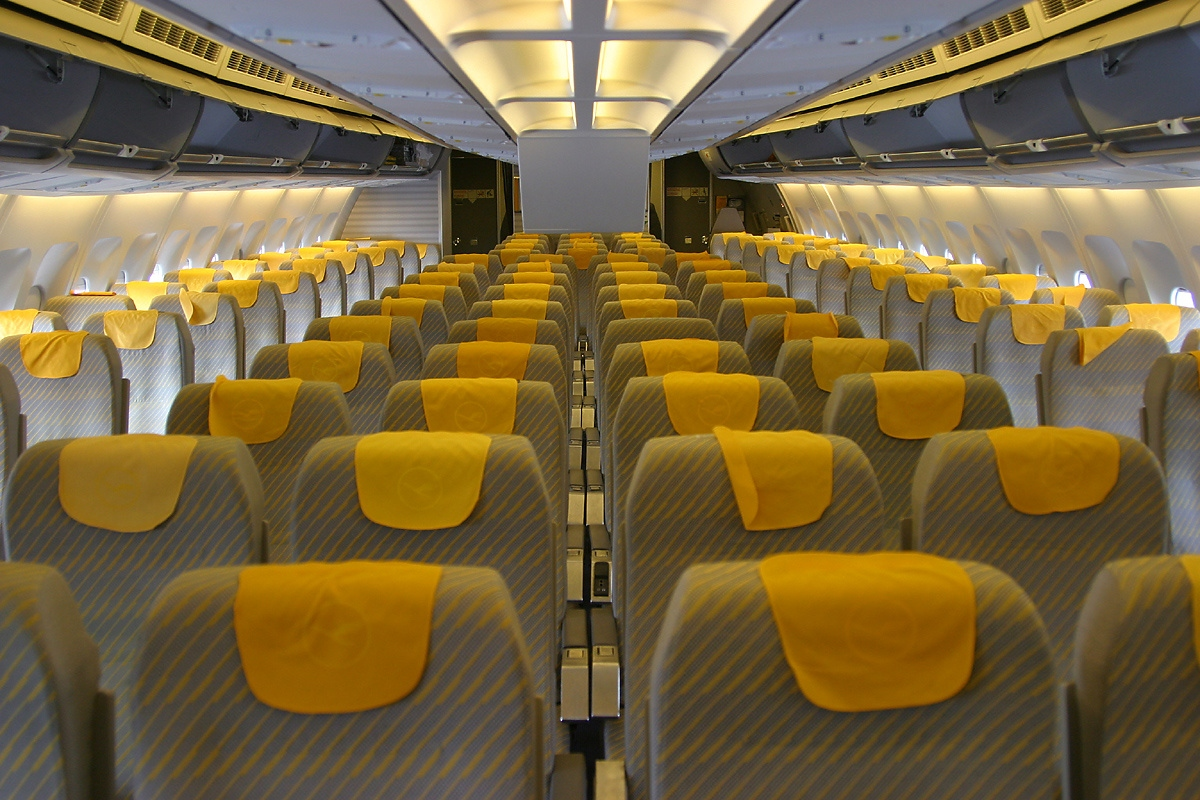
Салон эконом-класса Airbus A310

Компоновка пассажирского салона зависит от модификации и требований заказчика. В компоновке максимальной плотности 280 мест. Позади пассажирского салона расположен второй камбуз и четыре туалета. Вдоль бортов установлены по две входных двери и аварийные выходы. Под полом расположены багажно-грузовые отсеки, отсеки герметизированы.
Крыло - свободнонесущее, стреловидное, двухлонжеронное, выполнено из высокопрочных алюминиевых сплавов и композиционных материалов. В конструкции широко используются монолитные панели обшивки это упрощает сборку, уменьшает стоимость производства и обеспечивает экономию массы конструкции по сравнению со сборными компонентами.
Механизация крыла - на каждой консоли установлены три секции предкрылков, занимающие почти всю длину. В зоне стыка крыла с фюзеляжем установлены щитки. Закрылки - внутренние двухщелевые и внешние однощелевые. Крыло имеет внутренние элероны и интерцепторы, каждый элерон размещён между внутренним и внешним закрылком. На каждой консоли имеется семь секций спойлеров: два внутренних применяются только как воздушные тормоза и гасители подъёмной силы, три внешние как органы управления по крену, а два средних работают в совместном режиме. В режиме торможения на земле все секции спойлеров отклоняются синхронно.
Хвостовое оперение - свободнонесущее стреловидное однокилевое. В конструкции широко применены композиционные материалы. Из углепластика полностью изготовлен киль, руль направления и рули высоты. Стабилизатор переставной в полёте, изменение угла установки производится шаровым винтовым домкратом, приводимым в действие двумя гидромоторами. Рули высоты и руль направления приводятся в действие гидроприводами. Передние кромки хвостового оперения не имеют антиобледенительных устройств.
Шасси - трёхстоечное убирающееся шасси фирмы "Messier-Hispano-Bugatti". Носовая стойка убирается вперёд и имеет управляемые при рулении сдвоенные колёса. Уборка стойки осуществляется при помощи гидроцилиндра, а выпуск под действием силы тяжести. На каждой основной стойке имеется двухосная четырёхколёсная тележка, убирающаяся в фюзеляж. На колёсах установлены противоюзовые автоматы и дисковые углеродные тормоза. На всех опорах имеется масляно-воздушная амортизация. Для защиты конструкции, при взлёте и посадке с большими углами тангажа, предусмотрен хвостовой бампер.
Силовая установка. Airbus A310-200 оснащён двигателями Pratt & Whitney JT9D-7R4 (двухконтурный двухвальный турбореактивный двигатель с 15-ступенчатым осевым компрессором и 6-ступенчатой турбиной) или General Electric CF6-80A (двухконтурный турбореактивный двигатель с 18-ступенчатым осевым компрессором и 7-ступенчатой турбиной). Двигатели установлены в гондолах на пилонах под крылом. Для запуска двигателей, а также питания самолёта на земле используется вспомогательная силовая установка Garret / Honeywell, расположенная в хвостовом конусе.
Управление - система управления рулями, закрылками, предкрылками и спойлерами гидравлическая. Управление положением стабилизатора электромеханическое - шаровым винтовым домкратом.
Гидросистема - состоит из трёх независимых подсистем, каждая система имеет свой гидронасос с приводом от двигателя, гидробачок и гидроаккумулятор. Кроме управления элементами механизации крыла и рулевыми поверхностями, гидросистема используется для уборки шасси, работы тормозной системы и поворота передней опоры. Давление в системе 206 бар.
Кондиционирование - герметизация, вентиляция и отопление. Воздух для системы отбирается от компрессоров двигателей, от вспомогательной силовой установки (ВСУ) или наземной установки. Воздух подаётся в кабину экипажа, в три зоны пассажирского салона, в отсек электронного оборудования и в отсек для неконтейнеризированных грузов. Воздух для противообледенительной системы, запуска двигателей и привода системы реверсирования тяги отводится от различных ступеней двигателя или поступает от ВСУ или наземного агрегата. Циркуляцию воздуха в кабине обеспечивают три малошумных электровентилятора.
Электросистема - состоит из сети переменного трёхфазного тока 115/200 В 400 Гц и сети постоянного тока 28 В. Источники переменного тока - 3 генератора, с масляным охлаждением, по 90 кВт, два из которых с приводом от двигателя, третий от ВСУ. Сеть постоянного тока запитывается от трёх силовых преобразователей-выпрямителей по 150 А. Аварийное питание и запуск ВСУ обеспечивают три никель-кадмиевые аккумуляторные батареи.
Кислородная система - кислород для питания членов экипажа поступает под давлением из ёмкости, размещённой в отсеке электронного оборудования. В пассажирском салоне кислородное питание индивидуальных масок обеспечивается химическими генераторами. Предусмотрены переносные кислородные баллоны один для лётного экипажа и пять для проводников.
Противообледенительная система - воздушно-тепловая, защищает носки предкрылков на консолях крыла за двигателями и воздухозаборники. Горячий воздух поступает от компрессоров двигателей. Датчики воздушных параметров снабжены электрообогревом.

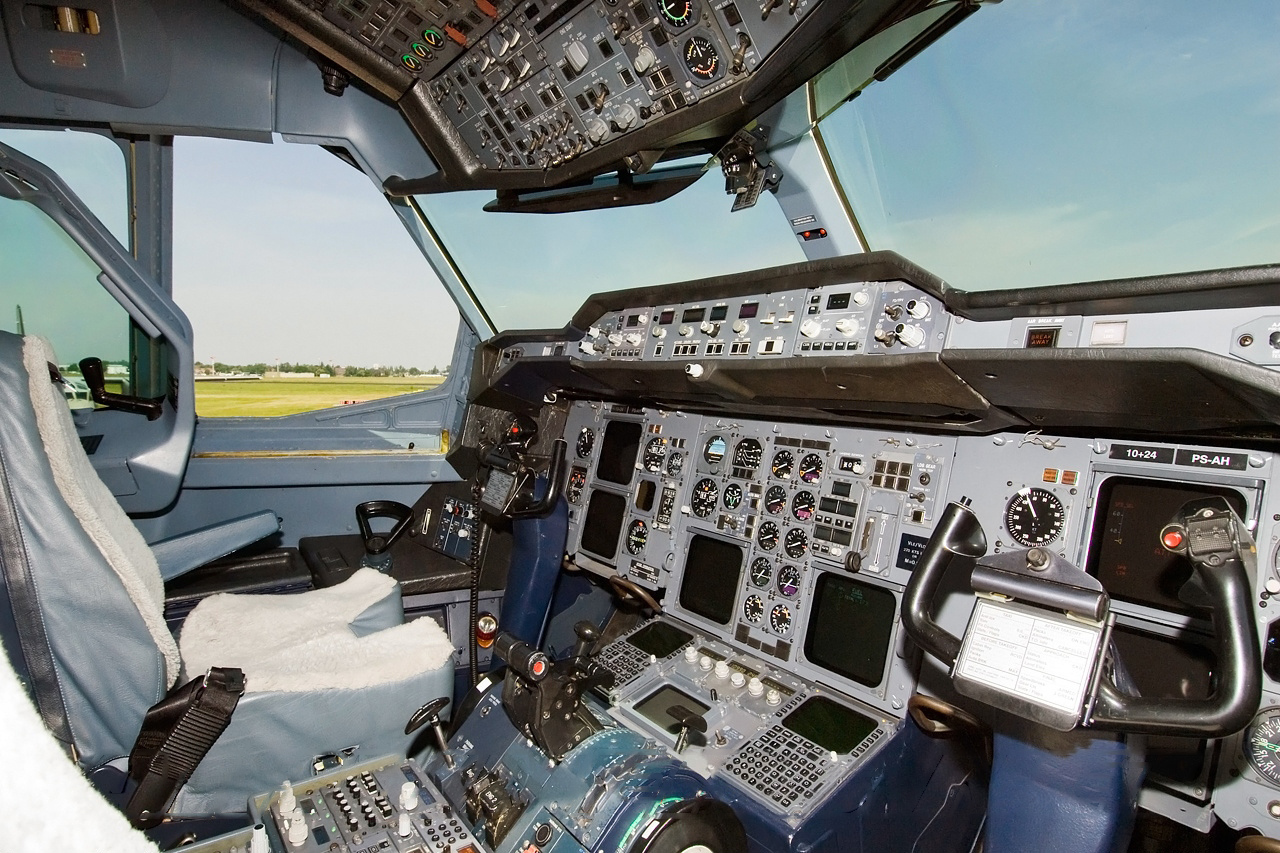
Кабина экипажа Airbus A310

Пилотажно-навигационное и радиоэлектронное оборудование - комплектуется в зависимости от модификации самолёта и требований заказчика. Стандартное оборудование включает в себя автоматическую систему посадки в метеоусловиях категории III, компьютер управления центром тяжести самолёта, системы регулирования работы двигателей и другое оборудование. Полётная информация выводится на шесть цветных мониторов.
Весной 1986 года конструкцию Airbus A310-200 усовершенствовали, повысив топливную эффективность: на законцовках крыла появились винглеты, вертикальное оперение стало углепластиковым, а тормоза колёс стали делать из композитов на основе волокон углерода.
Airbus A310-300 — основное отличие «трёхсотки» от исходного варианта заключалось в наличии дополнительного топливного бака ёмкостью 6100 л в горизонтальном оперении и  применении автоматизированной системы перекачки топлива для сохранения оптимальной балансировки самолёта. На законцовках крыла также появились винглеты, которыми позже оснастили и Airbus A310-200. Airbus A310-300 получил цифровой комплекс авионики EFIS с четырьмя цветными многофункциональными дисплеями полётной информации, и цифровой системой контроля за работой бортсистем и предупреждения об отказах ЕСАМ. Радионавигационное оборудование соответствовало стандарту ARINC 700.
Первый полёт Airbus A310-300 с двигателями Pratt & Whitney JT9D-7R4 состоялся 8 июля 1985 года, а с двигателями General Electric CF6-80C2 — в сентябре 1985 года.
Экипаж самолёта состоит из двух человек.

## Лётно-технические характеристики
|                                                           | Airbus A310-200/-300                                         |
| --------------------------------------------------------- | ------------------------------------------------------------ |
| Длина                                                     | 46,66 м                                                      |
| Размах крыла                                              | 43,89 м                                                      |
| Ширина фюзеляжа                                           | 5,60 м                                                       |
| Высота                                                    | 15,80 м                                                      |
| Площадь крыла                                             | 219 м2                                                       |
| Ширина салона                                             | 5,28 м                                                       |
| Число мест                                                | 205 — 280                                                    |
| Дальность с 218 пассажирами и багажом, двигателями PW4152 | 9170 км                                                      |
| Силовая установка                                         | Два турбовентиляторных двигателя с тягой от 230 кН до 260 кН |
| Крейсерская скорость                                      | 860 км/ч                                                     |
| Длина разбега                                             | 2250 м                                                       |
| Взлётная масса                                            | 150-164 тонн                                                 |
| Макс. высота полёта                                       | 12 100 метров                                                |

## Аварии и катастрофы
А310 считается одним из самых безопасных авиалайнеров. За время длительной эксплуатации самолёта почти все аварии произошли по вине экипажа или авиадиспетчеров. В нескольких случаев была совершена жёсткая посадка с повреждением стоек шасси, при этом обошлось без человеческих жертв. Исходя из средних статистических данных и данных о катастрофах А310 достаточно безопасен и надёжен.
По состоянию на 10 января 2020 года в общей сложности в результате катастроф и серьёзных аварий были потеряны 11 самолётов Airbus 310. Airbus 310 пытались угнать 9 раз, при этом погибли 5 человек. Всего в этих происшествиях погибли 838 человек.
| Дата       | Бортовой номер | Место происшествия                  | Жертвы  | Краткое описание |
| ---------- | -------------- | ----------------------------------- | ------- | --- |
| 08.09.1987 | 5N-AUG         | Порт-Харкорт                        | 0/109   | Выкатился за пределы ВПП. Сломались обе стойки шасси. |
| 26.03.1991 | 9V-STP         | Сингапур                            | 4/123   | Был захвачен террористами. Взят штурмом, во время которого все угонщики были убиты.                                                                             |
| 31.07.1992 | HS-TID         | Катманду                            | 113/113 | Сбился с курса из-за недопонимания между диспетчерами и экипажем и врезался в гору.                                                                             |
| 04.09.1992 | н.д.           | Хошимин                             | 0/167   | Захват самолёта. Во время полёта угонщик выпрыгнул из самолёта на парашюте, но был арестован.                                                                   |
| 11.02.1993 | D-AIDM         | Нью-Йорк                            | 0/104   | Был захвачен угонщиком, потребовавшим лететь в Нью-Йорк. После приземления в Нью-Йорке угонщик сам сдался полиции и был приговорён к 20 годам тюрьмы.           |
| 25.10.1993 | н.д.           | Ниамей                              | 1/149   | Захвачен террористами. В Ниамее самолёт был взят штурмом, угонщики были арестованы, но был убит второй пилот.                                                   |
| 23.03.1994 | F-OGQS         | Междуреченский район, под Кемеровом | 75/75   | КВС посадил за штурвал своего сына, который случайно отключил автопилот, а из-за конструкционных особенностей самолёта экипаж сразу этого не заметил.           |
| 31.03.1995 | YR-LCC         | Бухарест                            | 60/60   | КВС не управлял самолётом при отключённом автопилоте. |
| 26.08.1996 | F-GKTD         | Лондон                              | 0/199   | Был захвачен семью иракцами. После приземления в Лондоне угонщики сами сдались полиции.                                                                         |
| 14.09.1998 | TC-JCL         | Трабзон                             | 0/84    | Был угнан террористом, вооружённым игрушечным пистолетом. |
| 11.12.1998 | HS-TIA         | Сураттхани                          | 101/146 | Разбился, заходя на посадку в штормовую погоду. |
| 27.12.1999 | JY-AGK         | Корк                                | 0/198   | Жёсткая посадка после попадания в сдвиг ветра. |
| 30.01.2000 | 5Y-BEN         | Абиджан                             | 169/179 | Упал в море вскоре после взлёта из-за технический неисправности.                                                                                                |
| 12.07.2000 | D-AHLB         | Швехат                              | 0/151   | Заклинило шасси, совершил аварийную посадку в поле. |
| 28.09.2000 | н.д.           | Амман                               | 0/199   | Попытка угона. После приземления угонщик сдался полиции, взрывное устройство оказалось фальшивым.                                                               |
| 07.02.2003 | TC-JDA         | Стамбул                             | 0/229   | Попытка угона. |
| 28.03.2003 | TC-JCZ         | Афины                               | 0/204   | Был угнан 20-летним турком, который хотел улететь к отцу в Германию после ссоры с отчимом. После приземления самолёта в Афинах (для дозаправки) сдался полиции. |
| 06.03.2005 | C-GPAT         | Варадеро                            | 0/271   | Вскоре после взлёта потеряна большая часть руля направления. |
| 07.03.2005 | F-OJHH         | Тегеран                             | 0/91    | После посадки разрушился двигатель № 1. |
| 09.07.2006 | F-OGYP         | Иркутск                             | 125/203 | Выкатился за пределы ВПП и врезался в наземные сооружения из-за ошибок экипажа.                                                                                 |
| 12.03.2007 | S2-ADE         | Дубай                               | 0/236   | Прерванный взлёт, самолёт остановился в конце ВПП, подломилась носовая стойка шасси.                                                                            |
| 10.06.2008 | ST-ATN         | Хартум                              | 30/214  | При посадке выкатился за ВПП и сгорел. |
| 30.06.2009 | 7O-ADJ         | Морони                              | 152/153 | Разбился при заходе на посадку из-за ошибки пилотов. |
| 13.12.2009 | C-GTSF         | Рио-де-Жанейро                      | 0/н.д.  | Получил повреждения во время буксировки. |
| 31.10.2010 | TC-JCV         | Касабланка                          | 0/н.д.  | Грузовой рейс. При посадке мимо оси ВПП повредил левые двигатель и стойку шасси. Списан.                                                                        |
| 02.03.2013 | CS-TGU         | Понта-Делгада                       | 0/125   | После посадки ударился хвостовой частью о ВПП. |
| 13.06.2014 | EP-MNX         | Тегеран                             | 0/н.д.  | Списан после повреждения фюзеляжа аэродромным автобусом. |
| 24.06.2014 | AP-BGN         | Пешавар                             | 1/190   | Во время посадки был обстрелян с земли из автоматов. |
| 24.12.2015 | EP-MNP         | Стамбул                             | 0/166   | Выкатился за пределы ВПП и врезался в стену и ограждение аэропорта.                                                                                             |
| 24.12.2015 | 9Q-CVH         | Мбужи-Майи                          | 8+0/5   | Грузовой рейс. Выкатился за пределы ВПП и разрушил несколько домов.                                                                                             |
| 18.11.2020 | н.д.           | Брюссель                            | 0/0     | Борт находился на хранении. Загорелся в аэропорту. |